# Melton Mowbray

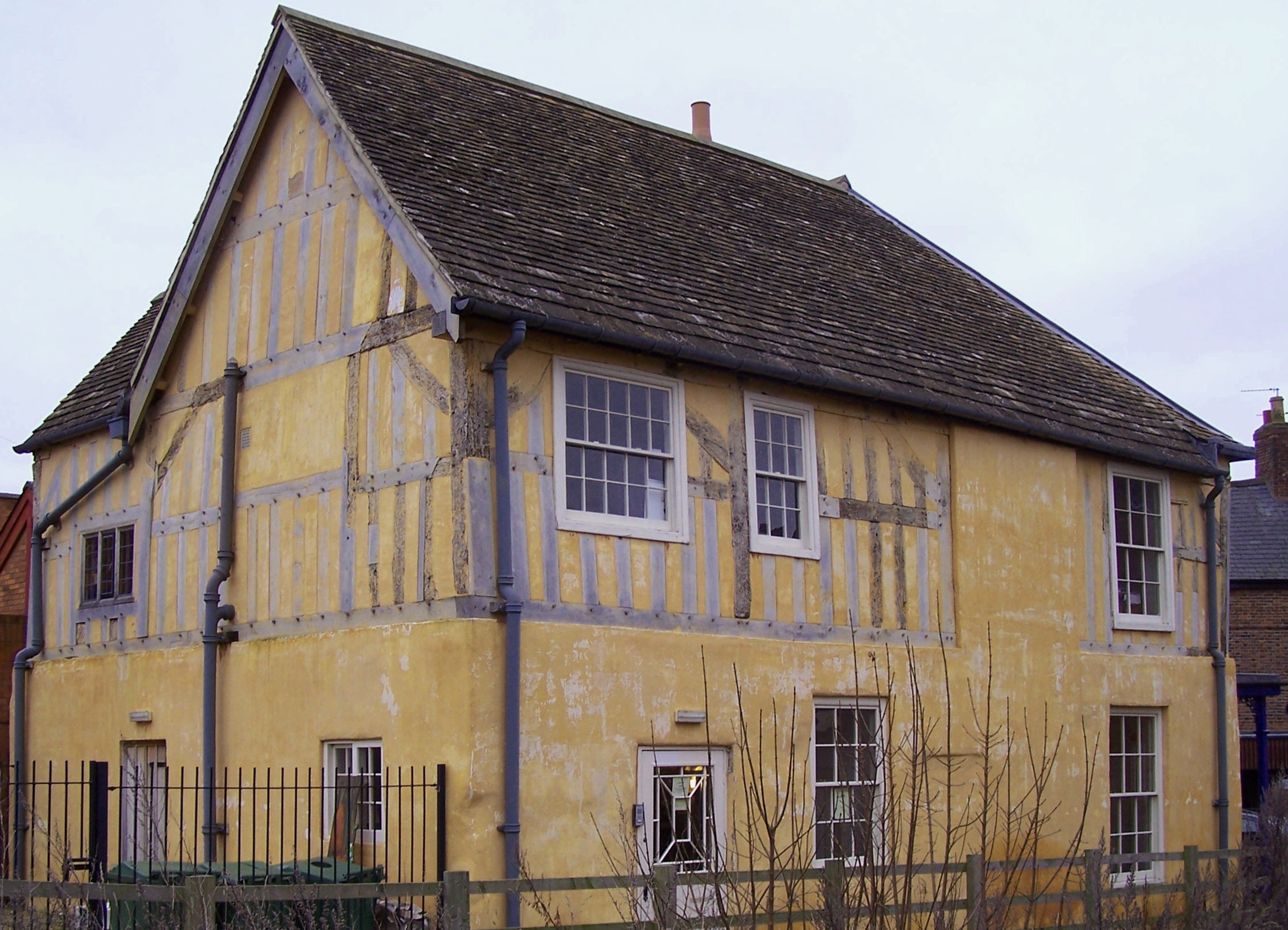
L'office de tourisme de la ville.

Melton Mowbray est une ville située dans le Nord-Est du comté de Leicester, en Angleterre. Elle comptait 25 554 habitants au recensement de population de 2001.
Site d'une base de la Royal Air Force de 1942 à 1964, Melton Mombray abrite aujourd'hui le Defence Animal Centre, centre d'entraînement des animaux de l'armée britannique et siège du Royal Army Veterinary Corps.
Melton Mowbray est connue pour ses spécialités culinaires, le pastel de viande de porc Melton Mowbray Pork Pie et le fromage bleu Stilton.

## Démographie
Melton Mowbray comptait 1 766 habitants en 1801, 3 327 en 1831, 3 740 en 1841 et 4 434 en 1851. Aujourd'hui, on recense plus de 25 000 habitants.

## Personnalités liées à la commune
- Hastings Gilford (1861-1941) chirurgien connu pour sa description du syndrome de Hutchinson–Gilford ou progéria y est né.
- Graham Chapman (1941-1961) médecin, acteur, parolier et scénariste anglais, membre des Monty Python y a grandi.
- Clive Standen (1981- ), acteur y fit ses études.